# Kačice
Kačice (en allemand : Katschitz) est une commune du district de Kladno, dans la région de Bohême-Centrale, en République tchèque. Sa population s'élevait à 1 225 habitants en 2020.

## Géographie
Kačice est arrosée par la rivière Loděnice et se trouve à 9 km à l'ouest-nord-ouest de Kladno et à 34 km à l'ouest-nord-ouest de Prague.
La commune est limitée par Hradečno au nord, par Smečno au nord-ouest, par Libušín à l'est, par Tuchlovice au sud, et par Stochov à l'ouest.

## Histoire
La première mention écrite de la localité date de 1318.